# Megalibgwilia
Megalibgwilia — рід вимерлих істот родини Єхиднових. Рід включає найдавнішу з відомих єхиднових, Megalibgwilia robusta. Першим був описаний вид Megalibgwilia ramsayi (типовий вид) Річардом Овеном у 1884 році, другим був описаний вид M. robusta Вільямом Сазерлендом Дуном у 1896 році. Це були тварини близькі за розмірами до Zaglossus bruijni, але з трохи довшими передпліччями. Скам'янілості M. ramsayi були знайдені у відкладеннях по всьому материку Австралія і на о. Тасманія. Скам'янілості M. robusta були знайдені тільки в штаті Новий Південний Уельс. Рід Megalibgwilia характеризується довгим, кремезним трохи зігнутим униз дзьобом, який набуває помітної конічної форми при наближенні до кінця. Широко-арковидне піднебіння має поперечні костисті борозни. Ямка за скроневою кісткою глибока.